# Batman: Arkham City
Batman: Arkham City ist ein 2011 erschienenes Videospiel für PlayStation 3, Xbox 360, Windows, macOS und Wii U. Es ist der direkte Nachfolger des Spiels Batman: Arkham Asylum und wie dieser dem Action-Adventure-Genre zuzuordnen. Publisher ist Warner Bros. Interactive, entwickelt wurde das Spiel von Rocksteady Studios in Zusammenarbeit mit DC Comics.
Eine Vorgeschichte mit dem Titel Batman: Arkham Origins folgte am 25. Oktober 2013, jedoch nicht mit dem ursprünglichen Entwickler Rocksteady, sondern mit dem Entwickler Warner Bros. Games Montréal. Am 23. Juni 2015 erschien der Nachfolger von Arkham City mit dem Titel Batman: Arkham Knight. Diesmal von Rocksteady, soll es das Finale der Batman-Arkham-Reihe werden.

## Handlung
Die Handlung spielt 18 Monate nach der des Vorgängers. Quincy Sharp, in Batman: Arkham Asylum noch Leiter der namensgebenden Anstalt, ist mittlerweile Bürgermeister von Gotham City. Wegen der im Vorgänger erfolgten Zerstörung großer Teile der Arkham-Anstalt und des Gefängnisses Blackgate ließ er auf Initiative von Hugo Strange Teile der Stadt abriegeln und Verbrecher und psychisch Kranke dort hinbringen. Dieser abgeriegelte Teil der Stadt wird in Anlehnung an die Nervenheilanstalt als Arkham City bezeichnet. Die Einrichtung ist jedoch außer Kontrolle geraten und der Joker, Two-Face und der Pinguin kämpfen mit ihren Anhängern um die Vorherrschaft in der Gefängnisstadt. Bruce Wayne hält vor dem Eingang von Arkham City eine Rede, in der er die Schließung der Einrichtung fordert. Er wird allerdings von einer Einheit der Sicherheitsfirma Tyger, die auch für die Sicherung von Arkham City verantwortlich ist, unterbrochen und festgenommen. Er wird nach Arkham City gebracht und Hugo Strange vorgeführt. Strange weiß von der doppelten Identität Waynes als Batman und versucht ihn damit zu erpressen. Wayne wird schließlich den inhaftierten Gangstern überlassen und fällt dem Pinguin und dessen Anhängern in die Hände. Er kann jedoch entkommen und über Funk seine Verbündete Barbara Gordon und seinen Butler Alfred Pennyworth erreichen, der ihm mit einer Drohne Batmans Anzug und Ausrüstung zukommen lassen kann.
Batman spürt im ehemaligen Gerichtsgebäude Two-Face auf, der Catwoman in seiner Gewalt hat. Er kann sie befreien und macht sich dann auf die Suche nach dem Joker, der Gerüchten zufolge an einer unheilbaren Krankheit leiden soll. Er findet den Joker schließlich in einem ehemaligen Stahlwerk, wird aber von Harley Quinn überwältigt und bewusstlos geschlagen. Als Batman wieder zu sich kommt, erklärt ihm der Joker, dass er tatsächlich durch das während der Ereignisse in Arkham Asylum konsumierte Titan eine schwere Krankheit erlitten hat, die ihn bald töten wird. Er hat nun auch Batman infiziert und darüber hinaus sein Blut Krankenhäusern in ganz Gotham City untergeschoben, wo es in zahlreichen Transfusionen eingesetzt wird. Der Joker lässt Batman frei, damit dieser das Heilmittel von Mr. Freeze besorgt.
Batman findet heraus, dass Mr. Freeze das forensische Labor des ehemaligen Polizeireviers benutzt; als er dort ankommt, stellt er jedoch fest, dass Freeze sich in der Gewalt des Pinguins befindet und im ehemaligen Museum, wo sich auch dessen Lokal Iceberg Lounge befindet, gefangengehalten wird. Batman kann dort Solomon Grundy und den Pinguin selbst besiegen und Mr. Freeze befreien. Freeze will Batman das Heilmittel geben, stellt aber fest, dass er dafür ein Enzym benötigt, das über Jahrzehnte an die menschliche DNS gekoppelt werden müsste. Batman kommt auf die Idee, dass der unsterbliche Ra’s al Ghul dieses Enzym besitzen könnte. Nach einem Angriff durch Mitglieder von al Ghuls League of Assassins beim Museum, den er mithilfe seines heraneilenden Schülers Robin, der über Gotham wachen soll, abwehrt, vermutet Batman, dass sich auch al Ghul in Arkham City befindet und folgt einem Mitglied der League of Assassins, dem er einen Peilsender anheften konnte.
So gelangt Batman über ehemalige U-Bahn-Schächte in die Unterwelt von Arkham City, wo er Talia, al Ghuls Tochter und seine ehemalige Geliebte, findet. Um an eine Blutprobe von Ra’s al Ghul zu gelangen, willigt er ein, sich den Prüfungen des Dämonen zu unterziehen. Diese Prüfungen sollen zudem beweisen, dass Batman der Nachfolger von Ra’s al Ghul ist und mit Talia die Führung der League of Assassins übernehmen soll. Er besteht die Prüfungen, weigert sich dann aber, die Nachfolge anzutreten. Es kommt zu einem Kampf zwischen Ra’s al Ghul und Batman, den Letzterer gewinnen und sich eine Blutprobe sichern kann. Obwohl er und Talia es fordern, tötet Batman Ra’s al Ghul nicht, sondern lässt ihn zurück.
Unterdessen wird Quincy Sharp ebenfalls festgenommen und nach Arkham City gebracht. Batman rettet ihn vor einigen Gangstern und erfährt dann, dass das gesamte Projekt Stranges Idee war. Zudem habe Sharp Strange die Erlaubnis erteilen müssen, Protokoll 10 anzuwenden, das die Zerstörung von Arkham City durch Luftangriffe vorsieht.
Batman kehrt zu Mr. Freeze zurück, der mit Ra’s al Ghuls Blutprobe zwar zwei Einheiten des Heilmittels herstellen kann, eine davon jedoch sofort wieder zerstört. Der Joker hat seine todkranke Frau Nora, die sich seit Jahren in einer Kältekammer befindet, entführt und Freeze verlangt von Batman, dass er sie im Austausch für das Heilmittel zurückholt. Es kommt zu einem Kampf, in dessen Verlauf Harley Quinn unbemerkt das verbleibende Heilmittel stehlen kann. Batman kehrt in das Stahlwerk des Jokers zurück, findet Nora und stellt sich dem Joker im Kampf. Er gewinnt diesen zwar, wird dann aber von herabstürzenden Deckenteilen eingeklemmt. Bevor der Joker ihn töten kann, taucht Talia al Ghul auf; sie verspricht dem Joker das Geheimnis des ewigen Lebens im Austausch für Batmans Leben. Sie weist Batman noch versteckt auf einen Peilsender hin, den sie trägt und verlässt dann mit Joker das Werk.
In diesem Moment tritt Protokoll 10 in Kraft und Arkham City wird mit Raketen beschossen. Batman will Talia al Ghul und dem Joker folgen, wird aber per Funk von seinem Butler Alfred Pennyworth und Oracle überzeugt, zunächst Protokoll 10 zu stoppen und damit hunderte Leben zu retten. Er besteigt den Wonder Tower, der Arkham City überragt und Strange als Kommandozentrale dient. Batman kann ihn auf der obersten Plattform des Turmes stellen, als erneut Ra’s al Ghul auftaucht und Strange tötet. Al Ghul war der wahre Kopf hinter Arkham City und Protokoll 10; für ihn ist die Zerstörung der Gefängnisstadt und die Tötung zahlreicher Verbrecher ein Weg in eine bessere Welt. Strange kann kurz vor seinem Tod Protokoll 11, die Zerstörung des Turms, aktivieren, wodurch Batman und Ra’s al Ghul in die Tiefe stürzen. Batman kann mittels seiner Ausrüstung sicher zu Boden gleiten und versucht dabei noch al Ghul zu retten. Dieser ersticht sich jedoch während des Falls und kommt scheinbar zu Tode.
Batman macht sich dann auf, den Joker zu stellen und Talia zu retten. Sein Verbündeter Lucius Fox konnte mittlerweile ebenfalls ein Heilmittel finden, das er Batman und den Krankenhäusern Gothams zukommen ließ. Batman spürt den Joker in einem ehemaligen Theater auf; im Verlauf der Konfrontation wird der Joker von Talia mit einem Schwert getötet. Es stellt sich jedoch heraus, dass dies nicht der echte Joker war, sondern ein von Clayface verkörperter Doppelgänger. Als Talia al Ghul Batman das Heilmittel, das sie wiederum zuvor von Harley Quinn zurückgeholt hatte, gibt, wird sie vom echten Joker von hinten erschossen. Clayface erwacht wieder und kämpft mit Batman, der ihn jedoch besiegen kann.
Schließlich kommt es zum finalen Kampf zwischen Batman und dem Joker, dessen Krankheit mittlerweile schon sehr weit fortgeschritten ist und der das Heilmittel dringend benötigt. Batman kann diesen Kampf gewinnen, zögert dann aber, Joker das Heilmittel zu geben. Dieser verhöhnt ihn daraufhin und zählt nochmals alle seine Untaten auf, die Batman eine Legitimation geben würden, ihm das Heilmittel nicht zu geben. Bei einem letzten Versuch des Jokers, das Heilmittel doch noch zu erlangen, stürzt die Ampulle zu Boden und zerbricht. Während der Joker stirbt, sagt ihm Batman, dass er ihm trotz allem das Heilmittel gegeben hätte.
Batman trägt den Leichnam des Jokers aus dem Theater, vor dem sich zahlreiche seiner Anhänger sowie Harley Quinn versammelt haben. Er legt ihn auf die Motorhaube eines Streifenwagens der Polizei, die mittlerweile wieder die Kontrolle über Arkham City errungen hat. Commissioner James Gordon will von Batman wissen, was passiert sei, dieser verschwindet jedoch wortlos.

### DLCHarley Quinn’s Revenge
Harley Quinn´s Revenge (frei aus dem Englischen: Harley Quinns Rache) ist ein Download Content für das Spiel Batman: Arkham City und enthält einen separaten Storyteil.
Zwei Wochen nach den Handlungen des Hauptspiels belagern sich die Polizisten Gothams und die Schergen von Harley Quinn, die diese vom Joker übernommen hat. Harley Quinn, die um ihren Geliebten, den Joker, trauert und Batman für den Tod verantwortlich macht, hat ihr Hauptquartier in die Schiffswerft in der Nähe des Stahlwerks verlegt. Dort hält sie eine Gruppe von Polizisten gefangen, die den Sturm auf ihre Zentrale wagten und dabei von ihren Schergen entdeckt und überwältigt wurden.
Robin, der Batman sucht, weil dieser seit etwa zwei Tagen verschwunden ist, bricht im Hauptquartier ein und findet dessen Gürtel, der auf dem Boden liegt.
Es folgt im Spiel ein nicht linearer Rückblick zu dem zwei Tage vorher Geschehenen: Batman unterstützt die Polizisten um James Gordon und macht sich auf die Suche nach den Polizisten. Im Sionis-Stahlwerk und ehemaligen Hauptquartier des Jokers trifft er auf eine Gruppe von Handlangern von Harley Quinn, die einen Polizisten foltern. Batman kann den Polizisten befreien. Der Polizist erklärt ihm, dass auch noch andere in seiner Gruppe waren. Diese seien aber zu einer Geheimbasis gebracht worden. Batman macht sich auf die Suche nach den Polizisten und kann, der Blutspur eines der Polizisten folgend, den Eingang zur Geheimbasis finden. Nachdem er sich die für das Betreten nötigen Codes von den angeblich zuverlässigsten Handlangern von Harley Quinn geholt hat, findet er in der Geheimbasis einen Polizisten, der von Scharfschützen bedroht und gefoltert wird. Auch diesen kann Batman befreien. Das Ganze stellt sich aber als eine Falle heraus, als Harley Quinn auftaucht und Batman scheinbar erschießt. Der bewusstlose Batman wird davongetragen, sein Gürtel bleibt jedoch auf dem Boden liegen, da er über einen Selbstverteidigungsmechanismus verfügt.
Diesen Gürtel findet Robin, der sich weiter auf die Suche nach Batman macht und diesen schließlich in einem Raum mit einem Joker-Schrein findet. Der Joker-Schrein besitzt eine Kugel, in der Batman gefangen ist. Das Problem ist aber, dass Batman der Sauerstoff ausgeht und dieser sich daher in einen tranceartigen Zustand versetzt hat. Die dazugehörige Konsole benötigt jedoch eine Schlüsselkarte. So macht sich Robin auf die Suche nach Harley Quinn, die er im Trockendock mit den übrigen Polizisten findet. Nach einem Kampf kann Robin ihr die Schlüsselkarte entwenden und sie an einer Brücke kopfüber herabhängend fesseln. Die Polizisten muss er zurücklassen, um Batman vor dem Ersticken zu retten. Zurück im Joker-Schrein-Raum kann Robin Batman nach einem Kampf gegen eine Schar von Harley Quinns Schergen befreien.
Per Funkdurchsage informiert Harley Quinn, die sich in der Zwischenzeit befreit hat, Batman und Robin über drei Bomben, die sie in der Schiffswerft verteilt hat. Nach einem Perspektivenwechsel trennen sich nun Robin und Batman (wobei der Spieler nun Batman steuert): Robin macht sich auf, die Polizisten zu befreien und Batman entschärft die Bomben. Nachdem Batman die Bomben erfolgreich entschärft hat, informiert Harley Quinn Batman darüber, dass sie im Besitz eines Schalters ist, der allein die Explosion verhindern kann. Batman kehrt zum Joker-Schrein-Raum zurück und kämpft dort mit Harley Quinn. Es stellt sich jedoch heraus, dass es sich bei besagtem Schalter um einen Zünder handelt. Die Bombe im Joker-Schrein wird ausgelöst und Batman und Harley Quinn werden von der Druckwelle aus dem Gebäude geschleudert. Robin ist mit den Polizisten scheinbar bei der Explosion gestorben.
Bei einer darauf folgenden Sequenz macht Harley Quinn Batman darauf aufmerksam, dass er nun auch einen engen Vertrauten verloren habe und fragt ihn, ob er ebenfalls Schmerzen verspüre. Dabei packt sie eine Scherbe, mit der sie Batman, der ihr den Rücken zugedreht hat, von hinten erstechen will. Auch der ebenfalls anwesende James Gordon kann nicht schnell genug reagieren. Doch plötzlich fliegt einer von Robins Shurikens herbei und trifft Harley Quinn, sodass sie bewusstlos zu Boden sackt. Robin erscheint daraufhin mit den befreiten Polizisten und Batman macht sich auf, um in Arkham City noch einige Dinge zu erledigen.

## Spielprinzip und Technik
Die grundlegende Spielmechanik des Vorgängers wurde beibehalten und lediglich in Details verbessert. Wie zuvor wechselt der Spielablauf zwischen Beat-’em-up- und Stealth-Passagen sowie dem Einsatz diverser Ausrüstungsgegenstände. Der aus dem ersten Teil bekannte Detektiv-Modus, der dem Spieler quasi einen „Röntgenblick“ ermöglicht, wurde ebenfalls erweitert. In manchen Bereichen kommen aber Gegner vor, die mit einem Sender ausgestattet sind, welcher diesen Modus beeinträchtigt, sodass diese als erste ausgeschaltet werden müssen. Das im Spiel verfügbare Areal ist etwa fünfmal größer als das in Arkham Asylum und zudem in einer Open-World-Architektur gestaltet.
Die eigentliche Haupthandlung macht nur etwa ein Drittel des gesamten Spieles aus. Der Rest setzt sich zusammen aus Nebenmissionen in Arkham City; den aus Arkham Asylum bekannten Riddler-Herausforderungen, bei denen der Spieler kleinere Rätsel lösen oder Fragezeichen-Statuetten sammeln muss; sowie einem separaten Handlungsstrang mit Catwoman als spielbaren Charakter, zwei weitere mit Robin und Nightwing folgten als herunterladbare Inhalte. Aus Arkham Asylum übernommen wurden zudem die unabhängig vom Hauptspiel spielbaren Beat-’em-up- und Stealth-Herausforderungen in jeweils einem einzelnen Raum oder Abschnitt.
Mit dem Download Content „Harley Quinn´s Revenge“ folgte außerdem eine separate Handlung, die als Sequel angelegt ist.
Arkham City verfügt sowohl über einen stereoskopischen als auch über einen anaglyphen 3D-Effekt.

## Produktionsnotizen
Ein erster Trailer zu einer Fortsetzung von Arkham Asylum wurde im Dezember 2009, also bereits kurz nach Veröffentlichung dieses Spiels, gezeigt. Im Verlauf der Jahre 2010 und 2011 wurden regelmäßig weitere Trailer bzw. Pressemitteilungen veröffentlicht, die über Spielszenen, Storyelemente und enthaltene Charaktere informierten. Im August 2010 wurde der Titel des Spiels, Batman: Arkham City, bekanntgegeben. Die Veröffentlichung wurde schließlich auf Oktober 2011 festgelegt.
Erstverkaufstag in Europa war der 21. Oktober 2011, in Nordamerika wurde der Titel bereits drei Tage zuvor veröffentlicht, Japan folgte am 23. November. Neben der Standardversion des Spiels erschienen in Europa eine Steelbook- und eine Collector’s Edition. Die Collector’s Edition beinhaltet neben dem eigentlichen Spiel eine Batman-Statuette, ein Artbook, den Soundtrack als Download, eine Blu-ray-Disc mit dem Animationsfilm Batman: Gotham Knight sowie herunterladbare Inhalte. Auf dem WMG-Sublabel WaterTower Records erschien zudem eine Musik-CD zum Spiel. Das britische Studio Feral Interactive veröffentlichte am 13. Dezember 2012 die Mac-Version von Arkham City.
Von 2011 bis Anfang 2015 erschien eine fünfteilige Comicserie unter dem Titel Batman: Arkham City, die sich um die Vorgeschichte des Spiels dreht. Autoren waren u. a. Paul Dini, Derek Fridolfs und Karen Traviss.

### Synchronisation
Die deutschsprachige Lokalisation des Spieles wurde im Synchronstudio SDI Media Germany GmbH in Berlin aufgenommen.

| Rolle                             | Originalstimme       | Deutsche Synchronstimme |
| --------------------------------- | -------------------- | ----------------------- |
| Aaron Cash                        | Duane R. Shepard Sr. | Karlo Hackenberger      |
| Azrael/Michael Lane               | Khary Payton         | Andreas Müller          |
| Bane                              | Fred Tatasciore      | Jan Spitzer             |
| Batman/Bruce Wayne                | Kevin Conroy         | David Nathan            |
| Calendar Man/Julian Gregory Day   | Jim Piddock          | Klaus Sonnenschein      |
| Catwoman/Selina Kyle              | Grey DeLisle         | Heide Domanowski        |
| Clayface/Basil Carlo              | Rick D. Wasserman    | Kaspar Eichel           |
| Harley Quinn/Harleen Quinzel      | Tara Strong          | Rubina Kuraoka          |
| Hugo Strange                      | Corey Burton         | Uli Krohm               |
| Hush/Dr. Thomas Elliot            | Kevin Conroy         | Raimund Krone           |
| Jack Ryder                        | James Horan          | Bernhard Völger         |
| Joker                             | Mark Hamill          | Bodo Wolf               |
| Killer Croc/Waylon Jones          | Steve Blum           | Jörg Hengstler          |
| Mr. Freeze/Victor Fries           | Maurice LaMarche     | Olaf Reichmann          |
| Pinguin/Oswald Cobblepot          | Nolan North          | Joachim Kaps            |
| Quincy Sharp                      | Tom Kane             | Eberhard Prüter         |
| Poison Ivy/Pamela Isley           | Tasia Valenza        | Christin Marquitan      |
| Ras Al Ghul                       | Dee Bradley Baker    | Kaspar Eichel           |
| Riddler/Edward Nygma              | Wally Wingert        | Dennis Schmidt-Foß      |
| Robin/Tim Drake                   | Crispin Freeman      | Konrad Bösherz          |
| Talia al Ghul                     | Stana Katić          | Heide Domanowski        |
| Two-Face/Harvey Dent              | Troy Baker           | Tim Moeseritz           |
| Verrückter Hutmacher/Jervis Tetch | Peter MacNicol       | Christoph Banken        |
| Vicky Vale                        | Kari Wahlgeen        | Irina von Bentheim      |
| Victor Zsasz                      | Danny Jacos          | Jan-David Rönfeldt      |

Weitere Rollen: Stefan Gossler, Florian Halm, Michael Iwannek, Sebastian Christoph Jacob, Axel Lutter, Gerald Paradies, Gerald Schaale, Tilo Schmitz, Lutz Schnell, Karl Schulz, Oliver Siebeck, Bernd Vollbrecht.

## Rezeption
Batman: Arkham City erhielt sehr positive Bewertungen. Die Rezensionsdatenbank Metacritic aggregiert für die PC-Version 27 Rezensionen zu einem Mittelwert von 91. Das Spiel erlangte auch über die Fachpresse hinausgehende Aufmerksamkeit:

„Düster, versponnen, grandios - "Batman: Arkham City" übertrifft sogar seinen Vorgänger. Das neue Superhelden-Epos definiert fast beiläufig, was ein zeitgemäßes Videospiel können muss: mit seiner Story fesseln und zugleich für Spielspaß sorgen. Ein sperriges, nachtschwarzes Meisterwerk“

„Batman: Arkham City macht so ziemlich alles besser als der Vorgänger und bietet durch die gewaltige Spielwelt und tonnenweise Nebenaufgaben dutzende Stunden Spielzeit - wobei hier mehrfaches Durchspielen der Story noch außer Acht gelassen wird!“

„In Sachen Design und Atmosphäre überragender Actionhit.“

„Außerordentlich umfangreiche Rückkehr des Dunklen Ritters voller spielerischer und inszenatorischer Höhepunkte.“

In der ersten Woche nach Verkaufsstart wurden weltweit über vier Millionen Einheiten des Spiels abgesetzt.